# Culicoides hayakawai
Culicoides hayakawai är en tvåvingeart som beskrevs av Kitaoka 1984. Culicoides hayakawai ingår i släktet Culicoides och familjen svidknott. Inga underarter finns listade i Catalogue of Life.